# HD56343
HD56343 — хімічно пекулярна зоря спектрального класу B9, що має видиму зоряну величину в смузі V приблизно  9,2.
Вона  розташована на відстані близько 4941,8 світлових років від Сонця.